# Crypsityla quinquelineata
Crypsityla quinquelineata là một loài bướm đêm trong họ Geometridae.